# Berta Osuna
Berta Osuna es una deportista venezolana que compitió en judo. Ganó dos medallas de bronce en el Campeonato Panamericano de Judo, en los años 1980 y 1988.

## Palmarés internacional
| Campeonato Panamericano | Campeonato Panamericano       | Campeonato Panamericano | Campeonato Panamericano |
| Año                     | Lugar                         | Medalla                 | Categoría               |
| ----------------------- | ----------------------------- | ----------------------- | ----------------------- |
| 1980                    | Isla de Margarita (Venezuela) | Medalla de bronce       | –47 kg                  |
| 1988                    | Buenos Aires (Argentina)      | Medalla de bronce       | –45 kg                  |